# Spinulana spinosa
Spinulana spinosa är en insektsart som beskrevs av Delong 1967. Spinulana spinosa ingår i släktet Spinulana och familjen dvärgstritar. Inga underarter finns listade i Catalogue of Life.